# Rakel Hönnudóttir
Rakel Hönnudóttir (født 30. december 1988) er en islandsk fodboldspiller og musiker, der spiller som angriber og midtbanespiller for Úrvalsdeild klubben Breiðablik og Islands landshold. Hun har repræsenteret sit land ved EM i fodbold i 2009, 2013 og 2017. Hun spillede med i Champions League med Þór/KA.

## Karriere

### Klubkarriere
Rakel voksede op i Akureyri, en by i det nordlige Island. Gennem ungdomsårene spillede hun for Þór, frem til 2006, da de to største fodboldhold for kvinder i Akureyri besluttede at slå holdene sammen til et og kalde det Þór/KA. I januar 2009 blev Rakel udlejet til Brøndby IF i Elitedivisionen. Hun blev den første udenlandske spiller på Brøndbys kvindehold, som var aktuel national mester. Hun vendte tilbage til Island i april 2009 og fortsatte med at spille for Þór/KA i den islandske Úrvalsdeild. 
I november 2011 underskrev Rakel kontrakt med Breiðablik, hvor hun stadig spiller. Hun har scoret flere mål for holdet, 13 mål i 2012 og 12 mål i 2013.

### International karriere
Rakel fik sin landsholdsdebut på Islands A-landshold ved Algarve Cup 2008 i en 2–0 sejr over Polen. Ved EM i fodbold 2009, spillede Rakel med i alle tre kampe, hvor Island blev slået ud i første runde. Fire år senere blev Rakel af landstræner Siggi Eyjólfsson udtaget til Islands trup til EM i fodbold 2013. Rakel blev også udtaget til Islands trup til EM i fodbold 2017.